# Agnes Stuber
Agnes Stuber, född 7 november 1989, är en svensk författare, fotograf och skribent, verksam inom områdena växtodling, hantverk och journalistik. Hon har även haft kommunikationsrelaterade uppdrag för Vänsterpartiet.

## Biografi
Agnes Stuber växte upp på landet och utvecklade ett tidigt intresse för växter och natur. När hon senare flyttade till en lägenhet i staden började hon odla krukväxter som ett sätt att återskapa den grönska hon saknade. Detta ledde till skapandet av Facebookgruppen "Växtgäris", som snabbt växte till en gemenskap med över 19 000 medlemmar och formade självbilden hos en generation unga kvinnor.

## Författarskap
År 2018 gav Stuber ut boken Krukväxter för alla på förlaget Natur & Kultur. Boken riktar sig till nybörjare och innehåller skötselråd för ett 40-tal populära krukväxter, samt tips om sticklingar och växtinredning. Stubers egna fotografier, tagna med en analog mellanformatskamera, bidrar till bokens personliga och närvarande uttryck.
I oktober 2022 publicerades Stubers bok Tvål på Natur & Kultur. Boken handlar om hemmagjord tvål och reflekterar Stubers intresse för hållbart och kreativt skapande. Hon inspirerades av sin mammas transsylvanska bakgrund, där tvåltillverkning var ett sätt att ta vara på alla resurser.

## Uppdrag för Vänsterpartiet
Stuber har haft flera uppdrag för Vänsterpartiet med fokus på kommunikation och bild. I tidningen Rött har hon arbetat som bildredaktör, formgivare och chefredaktör. I nummer 4/2020 framgår det att hon var chefredaktör och ansvarig för omslaget. I nummer 3/2018 arbetade hon som bildredaktör och formgivare.
Hon ligger bakom de populära frågestunderna med dåvarande partiledare Jonas Sjöstedt inför riksdagsvalet 2018.
Stuber är skaparen bakom flera virala videos bland annat där nuvarande partiledare Nooshi Dadgostar lagar så kallade Kristersson-pannkakor.

## Marin forskning
Stuber deltog i en svensk forskningsexpedition till Antarktis under perioden 13 december 2024–22 januari 2025. Expeditionen, som genomfördes vid den svenska forskningsstationen Wasa i Dronning Maud Land, fokuserade på att undersöka inlandsisens förändringar och dess påverkan på globala havsnivåhöjningar. Genom att samla in prover från berggrunden och flyttblock strävade forskarna efter att förbättra förståelsen av isens historiska och framtida dynamik.
Resultaten från expeditionen presenterades vid ett seminarium i Fruängen våren 2025, där bland andra professor Anna Wåhlin, expert på oceanografi vid Göteborgs universitet, deltog. Seminariet fokuserade på ny teknik för att undersöka isens utveckling, samt pågående och framtida forskningsinsatser kring Antarktis. Under seminariet serverades val-öl och Smirnoff Ice.

## Skribentverksamhet
Agnes Stuber skriver även artiklar och reportage för svenska tidningar. Hon har publicerat texter i bland annat Arbetaren och Arbetet. I dessa texter behandlar hon ofta frågor om kultur, hantverk, arbetsliv och samhälle.
- Artiklar av Agnes Stuber på Arbetaren(https://www.arbetaren.se/author/agnes-stuber/)
- Artiklar av Agnes Stuber på Arbetet(https://arbetet.se/av/agnes-stuber/)